# ブーロネー (駆逐艦)
ブーロネー (Boulonnais) は1927年進水のフランス海軍の駆逐艦。ラドロア級。

## 艦歴
1926年5月4日起工。1927年6月1日進水。1928年6月25日就役。
第二次世界大戦開戦後は船団護衛などに従事。独仏休戦協定締結後は活動を停止した。
1942年11月8日、連合国軍はモロッコとアルジェリアへの上陸を実行（トーチ作戦）。カサブランカ付近ではアメリカ海軍第34.1任務群（戦艦「マサチューセッツ」、重巡洋艦「ウィチタ」、「タスカルーサ」他）、第34.9任務群（重巡洋艦「オーガスタ」、軽巡洋艦「ブルックリン」他）、第34.2任務群 （空母「レンジャー」他）とフランス軍との間で戦闘（カサブランカ沖海戦）が生起した。
その日の朝、大型駆逐艦「ミラン」、「アルバトロス」、第5水雷隊（駆逐艦「ブーロネー」、「ブレストア」）および駆逐艦「フグー」、「フロンデュール」、「ラルション」はカサブランカより出撃し、フェダラ沖の敵輸送船攻撃に向かった。フェダラ沖には第34.9任務群がいた。出港時、「ブーロネー」は突堤に衝突し、曳船の助けを借りている。
フランス部隊はF4F ワイルドキャットの機銃掃射を受け、「ブーロネー」では艦長Martinant de Préneuf少佐が致命傷を負った。また、操舵装置も被害を受け、その結果「ブーロネー」は右に曲がり岸に接近した。修理が成ると「ブーロネー」は「ブレストア」と合流した。この2隻は再びアメリカ軍機の機銃掃射を受け、第5水雷隊の指揮官が重傷を負った。フランス海軍部隊を撃破したと判断してアメリカ側が引いたところで、「ブーロネー」と「ブレストア」は輸送船攻撃に向かった。それに対して「ブルックリン」が対応し、「ブーロネー」、「ブレストア」と交戦。10時12分、「ブルックリン」の6インチ砲弾が6発「ブーロネー」に命中。「ブーロネー」は沈み始めた。その後「ブーロネー」は「マサチューセッツ」の砲撃を受け、「ブーロネー」艦長の遺体を乗せたボートが沈んだ。「ブーロネー」は11時10分に沈んだ。